# 裴叔業
裴叔業（438年—500年4月），河東郡聞喜縣（今山西省运城市闻喜县）人，刘宋、南齐將領。裴叔業在南齊官至豫州刺史，曾在齊與北魏的戰爭中多次為南齊捍衞疆土，亦有協助齊明帝奪得帝位及殺害諸王，惟後因憂慮遭蕭寶卷逼害而叛降北魏，期間去世。

## 家世
裴叔业是曹魏冀州刺史裴徽的后裔，五世祖裴苞是西晋秦州刺史，遇到西晋的永嘉之乱，裴苞的子孙陷落于凉州，在前凉张氏政权为官。裴叔业的祖父裴先福在义熙末年归附东晋，从河东郡迁居襄阳郡，官至荥阳郡太守。裴叔业父亲裴顺宗和哥哥裴叔宝在刘宋、南齐为官，都有名誉与地位。因为父亲和祖父是较晚南渡的北方人，因此裴叔业从小就擅长骑马射箭，有军事才干。

## 生平
劉宋元徽末年，累進為羽林監，又任蕭道成屬下的驃騎行參軍。
建元元年（479年），南齐建國，裴叔業出任屯騎校尉。翌年（480年）北魏南侵軍隊進攻齊司州、豫州地區，裴叔業受命以本官任軍主領兵抵抗魏軍。那時齊高帝蕭道成下詔讓眾官獻言建策進行改革，裴叔業也進言稱益州地區險要易守，但那時管理當地的政策不當，讓異姓任刺史、由國庫撥給軍需西上和不給刺史兵權致令當地盜賊抄掠橫行，也需要不斷向當地少數民族徵稅應付開支。裴叔業建議派皇子出任益州、梁州及南秦州三州刺史，並讓他帶領文武屬官上任，在當地分遣精兵守衞諸戍和討平山中盜賊集團，從而安定當地。後轉寧朔將軍，仍為軍主。
齊武帝蕭賾繼位後，裴叔業屢經升遷，至永明四年（486年）任右軍將軍、東中郎諮議參軍。永明五年（487年），西昌侯蕭鸞出任右將軍、豫州刺史，裴叔業任其右軍司馬，加建武將軍、軍主、領陳留太守。永明七年（489年），王敬則代蕭鸞為豫州刺史，叔業隨之轉為其征西司馬，翌年又因王敬則進號驃騎大將軍而隨轉為驃騎司馬。裴叔業出守豫州約四年後在永明九年（491年）轉為寧蠻長史、廣平太守，並在永明十一年（493年）和黃瑤起起兵斬殺抗命的雍州刺史王奐。王奐事後，齊武帝以其能力而讓他留在雍州，任征北諮議參軍，領中兵參軍及扶風太守，輔助新任雍州刺史晉安王蕭子懋。隆昌元年（494年），裴叔業改任冠軍將軍、郢州刺史晉熙王蕭銶的冠軍司馬；蕭鸞廢殺皇帝蕭昭業，改立蕭昭文，主掌朝政後加裴叔業寧朔將軍。
由當日裴叔業擔任蕭鸞的豫州僚屬開始，裴叔業和蕭鸞就建立起緊密的關係，至蕭鸞主政後開始屠殺齊高帝及齊武帝系諸王時裴叔業都任為蕭鸞心腹，親領兵力掩襲諸王駐鎮之地，如参与袭杀萧子懋等。蕭鸞不久便將在位僅三個月的蕭昭文廢黜自立，是為齊明帝，裴叔業亦參與廢立之舉。而翌年（495年）北魏又再南侵，明帝派裴叔業在蕭坦之麾下領兵抵禦；其時北魏孝文帝親自領兵進攻鍾離，裴叔業與崔慧景領兵救援。時孝文帝久攻不下，打算夾著淮河建南北二壘阻斷齊軍使用淮河水道，置戍二返，惟南北二壘皆遭裴叔業領兵擊破。魏軍撤退後，裴叔業改任黃門侍郎，齊明帝更以其忠心於己而封其為武昌縣伯，食邑五百戶。不久，又改任為持節、督徐州軍事、冠軍將軍、徐州刺史
建武四年（497年），北魏再度南侵，這次北魏主力在沔北諸城，齊明帝遂命裴叔業領兵增援雍州，惟叔業認為魏軍不想遠征而只愛搶掠，只要主動進攻北魏就可以分散其在雍州的軍事壓力，於是進攻虹城試圖牽制魏軍軍勢，俘了四千多人。同年十二月甲子（498年1月19日），裴叔業接替豐城公蕭遙昌，改督豫州軍事、輔國將軍、豫州刺史。至永泰元年正月（498年），此前被攻的沔北諸城相繼失陷，王奐之子王肅領北魏大軍進攻義陽，裴叔業遂率領東海太守孫令終、新昌太守劉思效及馬頭太守李僧護共五萬兵力進攻北魏南兗州治所渦陽以解義陽之困。渦陽魏軍堅守不降但死傷甚多且城中糧盡，十分危急，裴叔業此時更派蕭璝等別軍進攻龍亢戍，增援龍亢的北魏廣陵王元羽初戰擊敗蕭璝等，但裴叔業親自領兵下成功反敗為勝，大破元羽。北魏孝文帝另遣傅永、劉藻及高聰增援渦陽守軍，但也遭裴叔業擊敗潰退。王肅見狀被逼放棄進攻義陽，率領大軍增援渦陽，裴叔業見兵力不足便乘夜退兵，仍遭魏軍追擊而造成不少傷亡，但還是退守到渦口。
不久，齊明帝去世，太子蕭寶卷即位，裴叔業亦還鎮豫州治所壽春。永元元年（499年）起蕭寶卷頻誅大臣，建康內屢生事變。至九月蕭寶卷調裴叔業為督南兗兗徐青冀五州軍事、南兗州刺史，這令裴叔業更為不安，他本人亦不願內任南兗州，擔心受制於人，遂派人到建康探查消息，但其實朝廷內部亦一直疑心他要反叛，裴叔業的動態就更令其反叛的傳聞更盛。十一月，太尉陳顯達起兵反抗蕭寶卷，那時裴叔業派了司馬李元護聲稱入援建康，實質上卻是想響應陳顯達起事，可是事件以陳顯達戰死而告終。裴叔業在建康任直閣的侄兒裴植、裴颺等人在恐懼之下拋棄母親逃到壽春，更向叔業說朝廷肯定會派兵掩襲壽春。蕭寶卷倖臣徐世檦、茹法珍等憂心這樣下去裴叔業真的會降魏，遂成功勸說蕭寶卷派和裴叔業同宗的裴長穆宣旨讓他仍留豫州刺史職位。不過，這仍未能令裴叔業安心，於是向雍州刺史蕭衍問計，更向他表示假若北降會獲封河南公；蕭衍則建議他送家還都以釋除朝廷疑慮，反認為降魏後魏人會將他送到河北，不會讓他留在原地重用。裴叔業遂送兒子裴芬之等回建康。但裴叔業仍未放棄降魏一途，多番與魏豫州刺史薛真度通信，薛真度亦一直勸裴叔業早日降魏。
永元二年（500年），朝廷進裴叔業號冠軍將軍，但那時建康對其即將叛變的傳聞已經很盛，裴芬之等人受不住逃回壽春，朝廷遂下詔討伐裴叔業，命崔慧景及蕭懿攻壽春。同時裴叔業命兒子裴芬之及侄女婿韋伯昕為質向北魏請降，北魏亦派元勰及王肅領兵迎降，以裴叔業為使持節、散騎常侍、都督豫雍兗徐司五州諸軍事、征南將軍、豫州刺史，封蘭陵郡開國公，食邑三千戶。魏軍還未渡過淮河，裴叔業病死，享年六十三歲，《南齐书》和《南史》记载裴叔业死于二月己丑（500年4月3日），《资治通鉴》则记载裴叔业死于二月己亥（500年4月13日）。北魏加贈其開府儀同三司，諡忠武公，壽春方面李元護等僚屬共推裴植代理州事，終北魏成功接收壽春。

## 家庭

### 兄弟姐妹
- 裴令宝
- 裴叔宝
- 裴氏，皇甫仲达之母

### 子女
- 裴蒨之，南齐随郡王左常侍，早逝，由儿子裴谭袭爵
- 裴芬之，北魏后将军、岐州刺史、山茌县伯
- 裴簡之，早卒
- 裴英之，早卒
- 裴蔼之，北魏平东将军、汝阳郡太守

## 延伸阅读
[在维基数据编辑]
 《南齊書·卷51》，出自萧子显《南齊書》
 《魏書/卷71》，出自魏收《魏书》
 《北史·卷045》，出自李延壽《北史》